# ماریا فدایوا
ماریا فدایوا (روسی: Мари́я Ива́новна Фаде́ева؛ زادهٔ ۴ مارس ۱۹۵۸) قایقران روئینگ اهل روسیه است.